# كفر عمر مصطفى
قرية كفر عمر مصطفى هي إحدى القرى التابعة لمركز منيا القمح في محافظة الشرقية في جمهورية مصر العربية. حسب إحصاءات سنة 2006، بلغ إجمالي السكان في كفر عمر مصطفى 2819 نسمة، منهم 1444 رجل و1375 امرأة.